# Ondrášov
Ondrášov – wieś, część gminy Moravský Beroun, położona w kraju ołomunieckim, w powiecie Ołomuniec, w Czechach.
W miejscowości znajduje się stacja kolejowa Moravský Beroun oraz jest wydobywana niskojesionicka szczawa Ondrášovka.